# San Francisco (Gwatemala)
San Francisco – miasto w północnej części Gwatemali w departamencie Petén, leżące w odległości 18 km, na południe od stolicy departamentu.
W mieście funkcjonował klub piłkarski Deportivo San Francisco.

## Gmina San Francisco
Jest siedzibą władz gminy o tej samej nazwie, która w 2012 roku liczyła 17 123 mieszkańców. Gmina jest średniej wielkości, a jej powierzchnia obejmuje 502 km². Na terenie gminy znajduje się wiele zabytków kultury Majów.